# Gymnopilus macrocheilocystidiatus
Gymnopilus macrocheilocystidiatus là một loài nấm thuộc họ Cortinariaceae.